# Eubacterium barkeri
Eubacterium barkeri, anteriormente conocido como Clostridium barkeri, es una bacteria perteneciente a la familia Eubacteriaceae.